# カタリナ・レルカロ

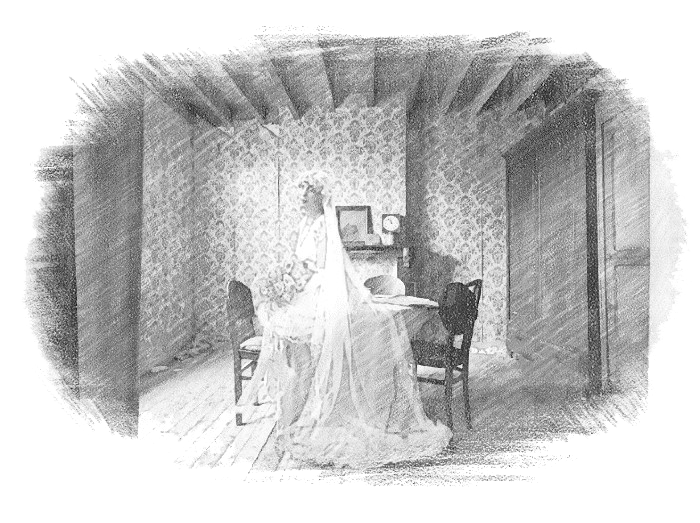
カタリナ・レルカロの幽霊を現代的に表現。

カタリナ・レルカロ（スペイン語: Catalina Lercaro）は、16世紀のスペインカナリア諸島テネリフェ島の都市サン・クリストバル・デ・ラ・ラグーナで有名なレルカロ家のイタリア系カナリア人の女性で、怪談の登場人物。

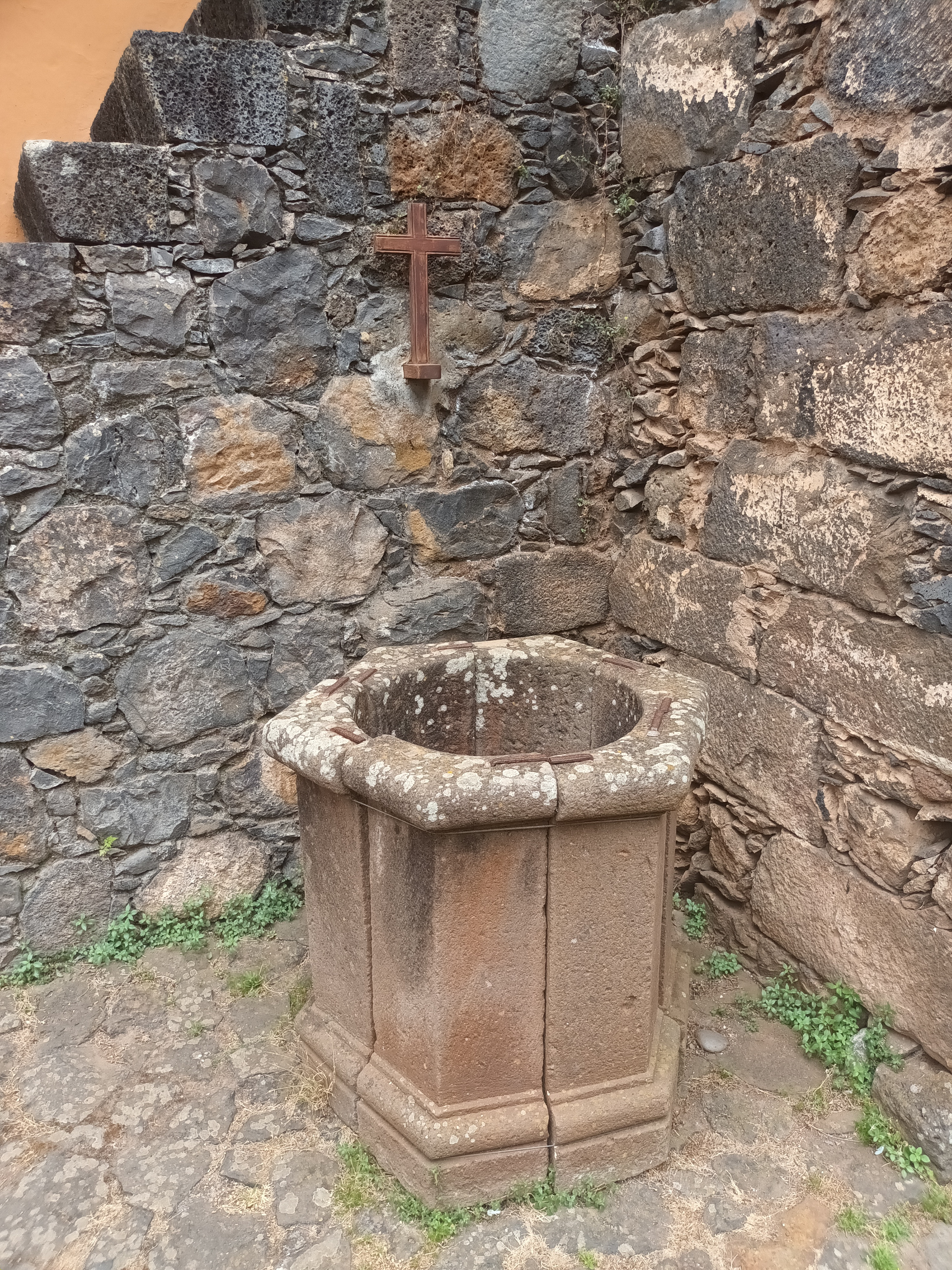
彼女が自ら命を絶った場所です。

レルカロ家はジェノヴァ共和国で影響力のある商人で、征服された後のテネリフェ島にて活動している。アントニオ・レルカロの娘であるカタリナは、地位が高く富裕である年長の男性と無理矢理結婚させられることになった。この政略結婚をカタリナは喜ばず、結婚式の日にレルカロ邸の中庭に位置する穴へ落ちて自殺する事を決めた。なお、1993年からレルカロ邸はテネリフェ島の歴史博物館となっている。言い伝えでは、自殺したカタリナをキリスト教徒として神聖な墓地へ埋葬することにカトリック教会が反対したので、彼女の遺体はレルカロ邸の一室に埋められた、とされている。これらの出来事により、レルカロ家はラ・オロタバに引越した。それ以降、多くの人々が博物館の廊下を歩くカタリナ・レルカロの幽霊を目撃したと主張している。
現在、カタリナ・レルカロはカナリア諸島で最も有名な幽霊であり、スペインで最もよく知られた幽霊話の1つ。また、レルカロ邸はカナリア諸島の中でも最も有名なお化け屋敷である。